# Buhturi
Buhturi (în arabă:  أبو الوليد بن عبيدالله البحتري التنوخي (al-Walīd ibn `Ubayd Allāh al-Buhturī) (820 - 897) a fost un poet arab, care a trăit la curtea califului Al-Mutawakkil.

## Opera
Al-Buhturi a compus o poezie descriptivă a palatelor și grădinilor de la curtea califului.
De asemenea, a mai scris panegirice, elegii, sentințe (Dīwān) și o antologie a poeziei epocii islamice (Hamāsa).